# Herman Steiner
Herman Steiner (15 d'abril de 1905 - 25 de novembre de 1955), fou un jugador d'escacs i periodista estatunidenc, que va guanyar el Campionat d'escacs dels Estats Units el 1948 i va esdevenir Mestre Internacional el 1950. Encara més important que la seva carrera com a jugador van ser els seus esforços per promoure els escacs als EUA, especialment a la Costa Oest. Exemple de l'escola romàntica d'escacs, Steiner va ser un successor de la tradició nord-americana d'escacs: Paul Morphy, Harry Nelson Pillsbury, i Frank James Marshall.

## Biografia
Nascut a Dunaszerdahely, Àustria-Hongria (actualment Dunajská Streda, a Eslovàquia), Steiner va arribar a la ciutat de Nova York a una edat primerenca. Durant un temps, va ser boxejador. Als 16 anys va fer-se membre del Club d'Escacs hongarès i del Club d'Escacs de Stuyvesant. Amb l'experiència adquirida en l'activa escena d'escacs de Nova York, Steiner ràpidament va desenvolupar la seva habilitat en els escacs i ja el 1929 va empatar pel primer lloc (amb Jacob Bernstein) al campionat de l'estat a Buffalo. El mateix any va ser primer al torneig Premier Reserves de Hastings, Anglaterra.
Steiner va marxar de Nova York per anar cap a l'Oest, i s'establí a Los Angeles el 1932. Esdevingué comentarista d'escacs del diari Los Angeles Times aquell any, escrivint-hi una columna d'escacs fins a la seva mort. Va formar el Club d'Escacs Steiner, més tard anomenat el Grup d'Escacs de Hollywood, amb seu en un club al costat de la casa de Steiner. El Grup d'Escacs Hollywood va ser visitat per moltes estrelles de cinema com ara Humphrey Bogart, Lauren Bacall, Charles Boyer i José Ferrer. Steiner i el Grup d'Escacs Hollywood vam organitzar el Torneig Panamericà Internacional el 1945 i el Segon Congrés Panamericà d'Escacs el 1954.
Steiner va jugar tres matxs de desafiament contra Reuben Fine, un dels millors jugadors del món. Fine va guanar-los els tres: per 5½–4½ a Nova York 1932, per 3½–½ a Washington, DC 1944, i per 5-1 a Los Angeles 1947.
Un dels seus triomfs internacionals més importants va ser el 1946 al torneig per invitació London Victoria, el primer torneig important celebrat a Europa després del final de la Segona Guerra Mundial. Steiner va desafiar Arnold Denker el 1946 a un matx pel Campionat d'escacs dels Estats Units a Los Angeles, però va perdre'l per 6-4. El 1948 Steiner va guanyar el Campionat d'Escacs dels Estats Units a South Fallsburg, Nova York, per davant d'Isaac Kashdan. El 1951 empatà al segon lloc al torneig de Madrid, amb Herman Pilnik i Ossip Bernstein (el campió fou Lodewijk Prins).
El 1952 participà en l'Interzonal de Saltsjöbaden, on hi fou 13è (el guanyador fou Aleksandr Kótov),
Steiner va ser molt actiu com a jugador en torneigs de la Costa Oest, guanyant els dos únics torneigs oberts de Califòrnia en què va participar el 1954 i 1955, i va guanyar el campionat de l'estat de Califòrnia el 1953 i 1954. Defensava seu campionat de l'estat a Los Angeles el 1955, quan després d'acabar la seva partida de la cinquena ronda (unes taules en 62 moviments contra William Addison), es va sentir malament i la seva partida de la tarda es va posposar. Al voltant de 2 hores després de les 9:30 pm, Steiner va morir pràcticament de manera instantània d'una massiva oclusió coronària mentre era assistit per un metge. Per acord dels jugadors, el torneig va ser cancel·lat.

## Participació en competicions per equips
Steiner va ser membre dels equips de la Federació d'Escacs dels Estats Units que participaren en les Olimpíades d'escacs de la Haia 1928, Hamburg 1930, Praga 1931 i Dubrovnik 1950. Com campió dels EUA va ser capità de l'equip de 1950.
En l'històric matx per ràdio per equips entre els Estats Units i l'URSS de 1945, Steiner va ser l'únic jugador dels EUA que va aconseguir un resultat positiu. Malgrat que l'equip americà amb Reuben Fine, Samuel Reshevsky, Arnold Denker i Isaac Kashdan, va ser severament derrotat, Steiner va obtenir un parcial d'1½ - ½ contra Igor Bondarevsky.

## Resum de resultats en torneigs
| Any  | Torneig                                                | Resultat | Posició                                                           |
| ---- | ------------------------------------------------------ | -------- | ----------------------------------------------------------------- |
| 1929 | Campionat Estatal de Nova York                         |          | 1r-2n (empatat amb J. Bernstein)                                  |
| 1929 | Hastings Premier Reserves                              |          | 1r                                                                |
| 1930 | Győr                                                   |          | 2n (rere Isaac Kashdan                                            |
| 1931 | Berlín                                                 |          | 1r (per davant de Sämisch i L. Steiner)                           |
| 1931 | Brun                                                   |          | 2n (per darrere de Flohr)                                         |
| 1932 | Torneig Internacional de Pasadena                      | 6-5      | 4t-6è (empatat amb Dake i Reshevsky, després d'Alekhin i Kashdan) |
| 1935 | Ciutat de Mèxic                                        |          | 1r-3r (empatat amb Fine i Dake)                                   |
| 1942 | U.S. Open                                              |          | 1r -2n (empatat amb Yanofsky)                                     |
| 1945 | Campionat Estatal de Califòrnia                        | 8-1      | 1r -2n (empatat amb Adolf Jay Fink)                               |
| 1946 | U.S. Open                                              |          | 1r                                                                |
| 1946 | Londres                                                |          | 1r (per davant de Tartakower i Bernstein)                         |
| 1948 | Campionat d'escacs dels Estats Units                   |          | 1r                                                                |
| 1952 | Torneig Internacional de Hollywood                     |          | 3r (per darrere de Gligorić i Pomar)                              |
| 1952 | Campionat del món de 1954 - Interzonal de Saltsjöbaden | 10-10    | 11è -13è (empatat amb Pilnik i Pachman)                           |
| 1953 | Campionat Estatal de Califòrnia                        | 7.5-1.5  | 1r                                                                |
| 1954 | Campionat Estatal de Califòrnia                        | 7.5-1.5  | 1r                                                                |
| 1954 | Obert de Califòrnia                                    |          | 1r                                                                |
| 1955 | Obert de Califòrnia                                    |          | 1r                                                                |
| 1955 | Campionat Estatal de Califòrnia                        | 4-1      | Torneig cancel·lat                                                |